# Eugenius Roche
 (décembre 2020).
Pour les articles homonymes, voir Roche (homonymie).
Eugenius Roche, né le 23 février 1786 à Paris et mort le 9 novembre 1829 à Bloomsbury, est un journaliste et poète anglo-français. On l'identifie souvent comme un Irlandais : son origine était certes irlandaise, mais au XIXe siècle, sa propre version de son passé, qu'il est né à Paris, était largement acceptée.

## Biographie

### Jeunesse et formation
Eugenius Roche est né le 23 février 1786 à Paris. Son père qui l'a éduqué était professeur de langues modernes à l'École militaire, et était un parent lointain d'Edmund Burke.

### Débuts comme journaliste
À l'âge de 18 ans, il part pour Londres, où il commence à travailler comme journaliste. En 1807, Eugenius Roche lança son journal baptisé Literary Recreations, sans parvenir à faire de celui-ci un succès commercial. Cependant, plusieurs poètes comme Lord Byron ou Allan Cunningham y furent imprimés pour la première fois.
En 1808, Roche débuta la publication d'un journal trimestriel, The Dramatic Appellant, qui se donnait pour objectif de publier dans chacun de ses numéros trois pièces de théâtre ayant été rejetées au cours de la période. Roche y publia ses propres contributions, William Tell et The Invasion. Cette dernière était en phase de répétition au Drury Lane Theatre, quand celui-ci fut détruit par le feu le 24 février 1809.

### Éditeur de presse
Ce nouveau journal ne rencontra pas non plus le succès. En 1809, Roche devint journaliste parlementaire pour The Day, un journal libéral dont il devint éditeur en 1810, et qui changea de nom par la suite pour devenir successivement The New Times, puis The Morning Journal.
En 1811, Eugenius Roche fut emprisonné pendant un an pour avoir attaqué le gouvernement au sujet du cas de Sir Francis Burdett, lui-même mis en détention en 1810 à la Tour de Londres pour outrage au Parlement.
Après avoir été remis en liberté, Eugenius Roche devint éditeur d'un hebdomadaire, The National Register. En août 1813, il accepta un poste au Morning Post et en fut nommé éditeur peu de temps après. Il fut associé pendant un temps au Courier, un journal influent sur l'opinion libérale. 

### Mort et hommages
Reconnu comme l'un des journalistes les plus compétents de son temps, Eugenius Roche mourut le 9 novembre 1829 à Bloomsbury. Une somme importante fut collectée par sa deuxième épouse et sa famille lors d'une souscription. En 1830, ses poèmes furent rassemblés et publiés avec un mémoire et un portrait dans un ouvrage intitulé London in a Thousand Years, qui fut vendu à leur bénéfice auprès d'une liste d'abonnés distingués.